# 인생을 즐겨라 비밥바룰라
《인생을 즐겨라 비밥바룰라》는 MBN에서 매주 수요일 밤 11시에 방영되었던 예능 프로그램이다.

## 출연자
- 금보라
- 전영록
- 하춘화